# Hepialoidea
Super-famille
Les Hepialoidea sont une super-famille de lépidoptères.
Elle regroupe les cinq familles suivantes :
- Palaeosetidae Turner, 1922
- Prototheoridae Meyrick, 1917
- Neotheoridae Kristensen, 1978
- Anomosetidae Tillyard, 1919
- Hepialidae Stephens, 1829